# Лиссак-сюр-Куз
Лисса́к-сюр-Куз (фр. Lissac-sur-Couze, окс. Lissac) — коммуна во Франции, находится в регионе Лимузен. Департамент — Коррез. Входит в состав кантона Ларш. Округ коммуны — Брив-ла-Гайярд.
Код INSEE коммуны — 19117.
Коммуна расположена приблизительно в 430 км к югу от Парижа, в 85 км южнее Лиможа, в 30 км к юго-западу от Тюля.

## Население
Население коммуны на 2008 год составляло 702 человека.
| 1962 | 1968 | 1975 | 1982 | 1990 | 1999 | 2008 |
| ---- | ---- | ---- | ---- | ---- | ---- | ---- |
| 403  | 439  | 401  | 402  | 475  | 527  | 702  |

## Администрация
| Период | Период | Фамилия         | Партия | Примечания |
| ------ | ------ | --------------- | ------ | ---------- |
| 1983   | 2006   | Морис Грамон    |        |            |
| 2006   | 2008   | Жан-Баптист Нош |        |            |
| 2008   |        | Ноэль Крузель   |        |            |

## Экономика
В 2007 году среди 437 человек в трудоспособном возрасте (15-64 лет) 336 были экономически активными, 101 — неактивными (показатель активности — 76,9 %, в 1999 году было 77,6 %). Из 336 активных работали 319 человек (165 мужчин и 154 женщины), безработных было 17 (5 мужчин и 12 женщин). Среди 101 неактивных 28 человек были учениками или студентами, 46 — пенсионерами, 27 были неактивными по другим причинам.

## Достопримечательности
- Замок Морьоль (XVI—XVII века). Памятник истории с 2002 года[3]
- Замок Лиссак (XIII век). Памятник истории с 1997 года[4]
- Пещера Мюлен-де-Лагеней. Памятник истории с 1994 года[5]
- Церковь Сен-Пьер[фр.] (XII век). Памятник истории с 1972 года[6]

## Фотогалерея
- Пещера Мюлен-де-Лагеней
- Озеро Кос
- Карта коммуны